# Балашихинская радиомачта

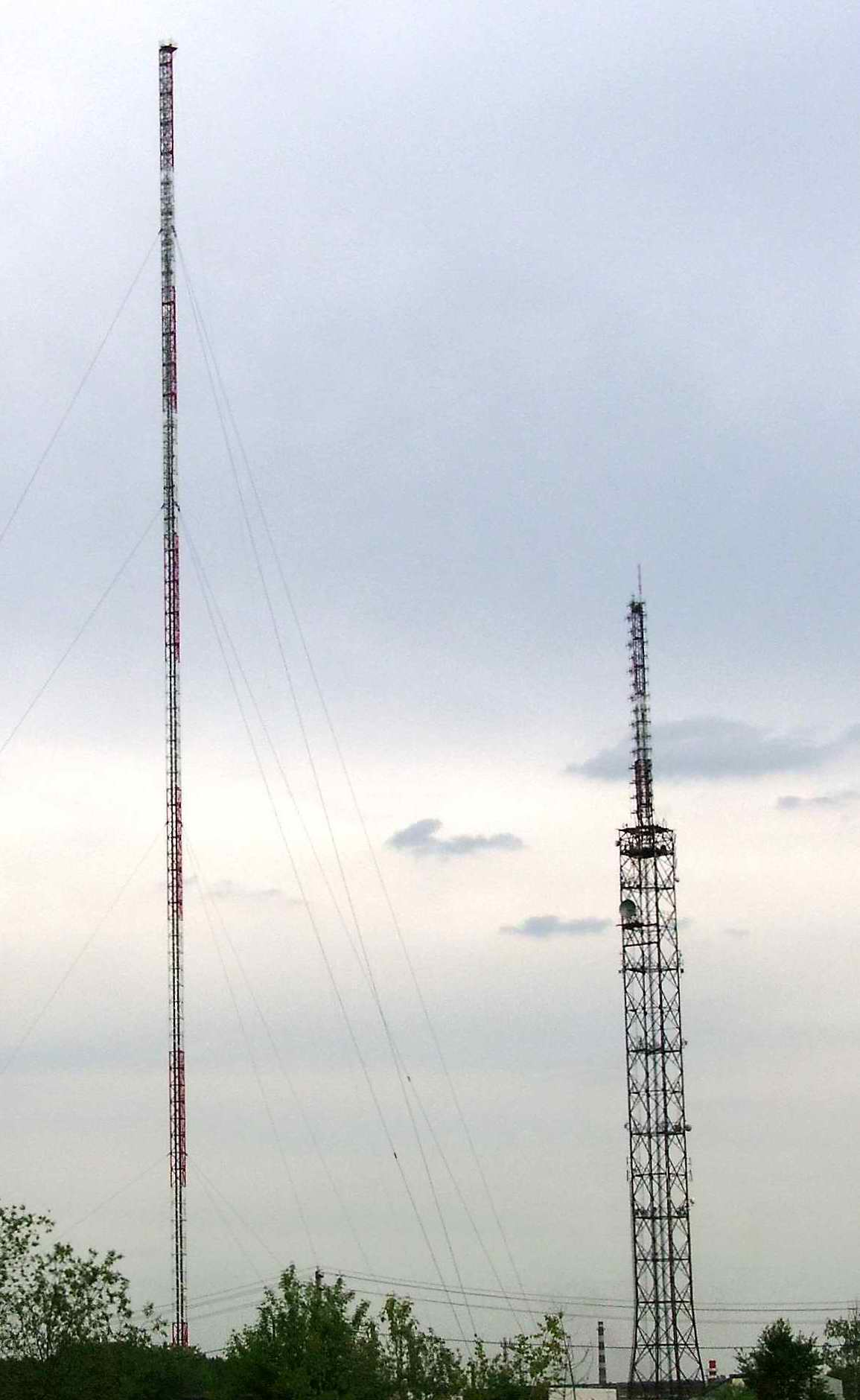
Балашихинская радиомачта (слева)

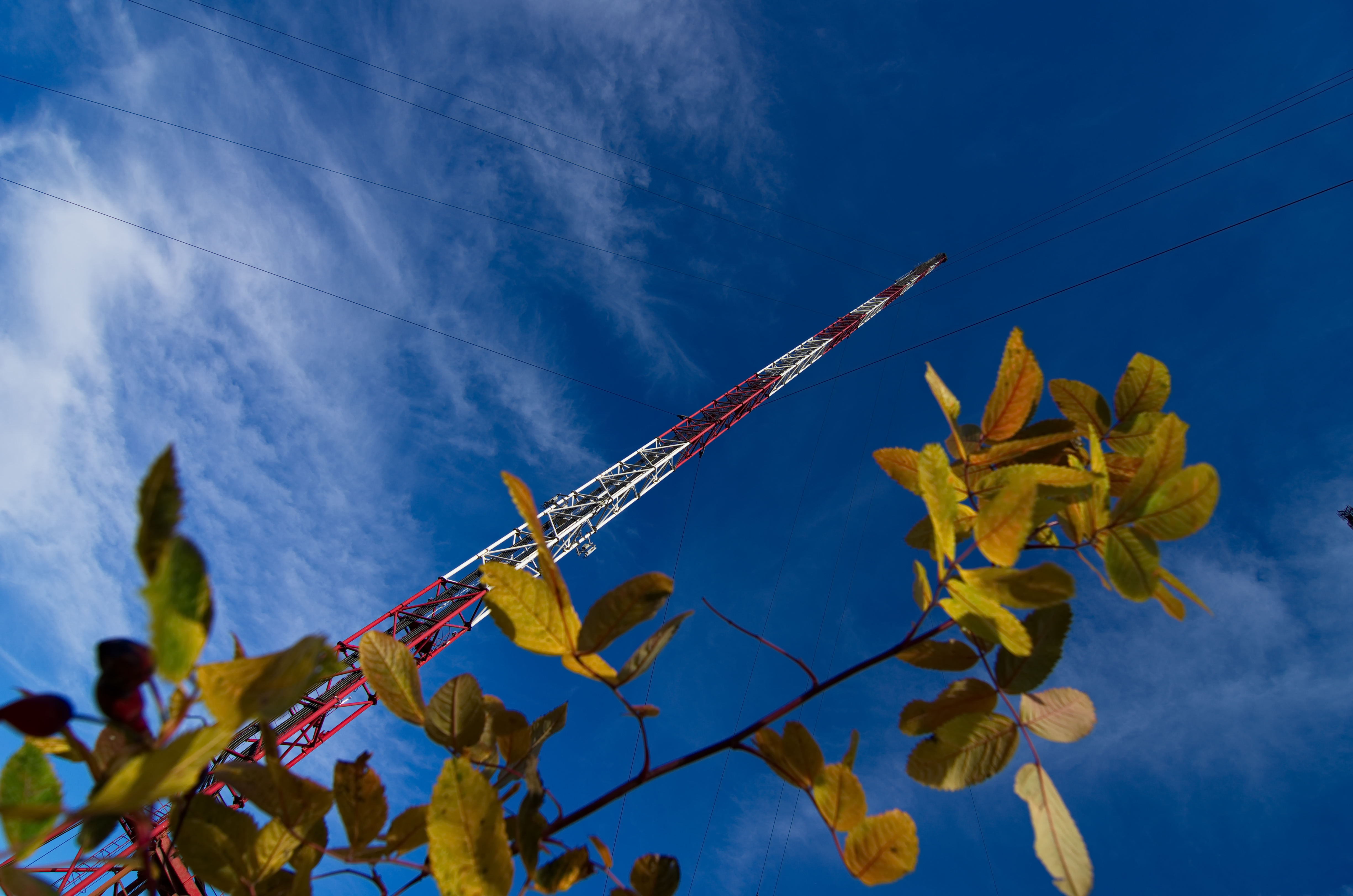
Вид на радиомачту снизу

Балашихинская радиомачта — трёхгранная радиомачта высотой 425/442 метров (до июля 2014 года — 300 метров), являющаяся пятым по высоте сооружением в России.
Раньше территория, где установлена радиомачта, относилась к радиоцентру № 13, сейчас ей владеет ООО «Радиотехнология».
Мачта спроектирована отделом высотных сооружений ЦНИИПСК им. Мельникова в 2004 году. В 2014 году радиомачта надстроена с 300 до 420 метров, удерживается двенадцатью оттяжками.
Вес радиомачты — 421 тонна (до надстройки в 2014 году).

## Радиостанции и телеканалы
Все радиостанции транслируются в диапазоне УКВ с ЧМ 87,5—108,0 МГц (УКВ CCIR). Поляризация основных антенн — круговая . На всех CCIR станциях передаются RDS-сигналы. Все вещают 24 часа (0-24). Все стерео.
| Радиостанции, передаваемые радиомачтой | Радиостанции, передаваемые радиомачтой | Радиостанции, передаваемые радиомачтой | Радиостанции, передаваемые радиомачтой          |
| Название                               | Частота, МГц                           | Мощность, кВт                          | Примечание                                      |
| -------------------------------------- | -------------------------------------- | -------------------------------------- | ----------------------------------------------- |
| Like FM                                | 87,9                                   | 10                                     |                                                 |
| Ретро FM                               | 88,3                                   | 5                                      | Резервирование вещания с Останкинской телебашни |
| Юмор FM                                | 88,7                                   | 10                                     |                                                 |
| Калина красная (радиостанция)          | 89,5                                   | 10                                     |                                                 |
| Радио Рекорд                           | 89,9                                   | 10                                     |                                                 |
| Авторадио                              | 90,3                                   | 20                                     |                                                 |
| Relax FM                               | 90,8                                   | 8                                      |                                                 |
| Москва FM                              | 92,0                                   | 5                                      |                                                 |
| Радио Дача                             | 92,4                                   | 10                                     |                                                 |
| скоро(план) радио РБК / радио Карнавал | 92,8                                   | 5                                      |                                                 |
| Studio 21                              | 93,2                                   | 5                                      |                                                 |
| Восток FM                              | 94,0                                   | 5                                      |                                                 |
| Первое Спортивное радио                | 94,4                                   | 5                                      |                                                 |
| Дорожное радио                         | 96,0                                   | 5                                      | Резервирование вещания с Останкинской телебашни |
| Такси FM                               | 96,4                                   | 5                                      |                                                 |
| Дети FM                                | 96,8                                   | 5                                      |                                                 |
| Радио Комсомольская правда             | 97,2                                   | 10                                     |                                                 |
| Новое радио                            | 98,4                                   | 5                                      | Резервирование вещания с Останкинской телебашни |
| Романтика                              | 98,8                                   | 10                                     |                                                 |
| Русский хит                            | 99,6                                   | 10                                     |                                                 |
| Жара FM                                | 100,5                                  | 10                                     |                                                 |
| Камеди Радио                           | 102,5                                  | 10                                     |                                                 |
| Радио Шансон                           | 103,0                                  | 10                                     |                                                 |
| Radio Energy FM                        | 104,2                                  | 15                                     |                                                 |
| Радио 7 на семи холмах                 | 104,7                                  | 5                                      | Резервирование вещания с Останкинской телебашни |
| Русское радио                          | 105,7                                  | 5                                      | Резервирование вещания с Останкинской телебашни |
| Европа Плюс                            | 106,2                                  | 10                                     | Резервирование вещания с Останкинской телебашни |
| Love Radio                             | 106,6                                  | 10                                     |                                                 |
| Kiss FM                                | 107,0                                  | 5                                      |                                                 |
| Радио ХИТ-ФМ                           | 107,4                                  | 5                                      |                                                 |
| Милицейская волна                      | 107,8                                  | 5                                      |                                                 |

Владелец мачты  ТЦ «Радиотехнология» реализует проект, в результате которого обеспечивается возможность резервного эфирного вещания двух цифровых телевизионных мультиплексов, включающих в себя обязательные и общедоступные государственные телевизионные и радиовещательные каналы.